# Bahrain Championship
Bahrain Championship var en rankingturnering i snooker som bara spelades i en upplaga. Denna avgjordes 8-15 november 2008. Det var första gången sedan 1994/1995 som en rankingturnering i snooker spelas i Mellanöstern. Turneringen hade ett liknande upplägg som de flesta andra rankingtävlingarna i snooker: De 16 högst rankade spelarna var direktkvalificerade, och mötte 16 kvalspelare i första omgången. Därefter följde en ren utslagsturnering.
2008 års turnering kom in sent i snookertourens kalender, vilket gjorde att den tidsmässigt krockade med en spelomgång i snookerns Premier League , vilket i sin tur fick till följd att John Higgins, Ding Junhui, Mark Selby och Steve Davis inte kunde delta i turneringen.
Bahrain Championship återkom inte i snookerkalendern följande säsong, bland annat beroende på lågt intresse och dåliga åskådarsiffror.

## Vinnare
| År   | Vinnare        | Motståndare     | Resultat | Säsong  |
| ---- | -------------- | --------------- | -------- | ------- |
| 2008 | Neil Robertson | Matthew Stevens | 9-7      | 2008/09 |